# أول كناب
أول كناب هو سياسي نرويجي، ولد في 8 نوفمبر 1931 في يوفيك في النرويج، وتوفي في 4 نوفمبر 2015. نشط حزبياً في حزب العمال. وقد انتخب وزير التجارة والصناعة ‏ (3 نوفمبر 1990 – 4 سبتمبر 1992) وانتخب نائب عضو برلمان النرويج ‏ عن دائرة Oppland (Storting constituency) ‏ وقد انضم خلال فترته النيابية ‏ (1965 – 1969) للكتلة البرلمانية حزب العمال.